# Moacroton
Moacroton es un género de plantas perteneciente a la familia de las euforbiáceas con diez especies.

## Especies
| - Moacroton cristalensis - Moacroton ekmanii - Moacroton gynopetalus - Moacroton lanceolatus - Moacroton leonis | - Moacroton maestrense - Moacroton maestrensis - Moacroton revolutus - Moacroton tetramerus - Moacroton trigonocarpus |

## Sinonimia
- Cubacroton Alain